# 마부제 박사
《마부제 박사》(Dr. Mabuse: The Gambler, Dr. Mabuse, Der Spieler)는 독일에서 제작된 프리츠 랑 감독의 1922년 범죄, 미스터리, 스릴러 영화이다. 루돌프 클라인-로그 등이 주연으로 출연하였고 에리히 포머 등이 제작에 참여하였다.

## 출연

### 주연
- 루돌프 클라인-로그
- 알프레드 아벨

### 조연
- 아니타 베르버
- 릴 다고버

## 기타
- 원작자: Norbert Jacques
- 의상: Vally Reinecke